# Iwajlo Mladenow
Iwajlo Mladenow (bulgarisch Ивайло Младенов, engl. Transkription Ivaylo Mladenov; * 6. Oktober 1973 in Wraza) ist ein ehemaliger bulgarischer Weitspringer.
Bei den Juniorenweltmeisterschaften 1992 wurde er Dritter. Im Jahr darauf wurde er mit 7,86 m Sechster bei den Leichtathletik-Hallenweltmeisterschaften in Toronto und Fünfter bei den Leichtathletik-Weltmeisterschaften in Stuttgart mit 8,00 m.
1994 belegte er bei den Leichtathletik-Halleneuropameisterschaften in Paris mit 8,07 m den vierten Platz. Gegenüber dem drittplatzierten Rumänen Bogdan Tudor verpasste er Bronze nur durch den schlechteren zweitbesten Sprung. Bei den Leichtathletik-Europameisterschaften in Helsinki qualifizierte sich Mladenow mit 7,83 m als Zwölfter gerade noch für das Finale. Im Finale gelang ihm im ersten Versuch ein Sprung von 8,02 m. Im zweiten Versuch ging der Tscheche Milan Gombala mit 8,04 m in Führung. Im sechsten und letzten Versuch sprang Mladenow 8,09 m und verwies Gombala auf den zweiten Platz.
Nachdem er sich bei den Hallenweltmeisterschaften 1995 nicht für das Finale qualifizieren konnte, gelang ihm bei den Weltmeisterschaften 1995 mit 7,93 m und dem achten Rang seine letzte Platzierung in einem großen Finale. Bei den Halleneuropameisterschaften 1996 war er zwar für das Finale qualifiziert, trat aber nicht an, und bei den Olympischen Spielen 1996 in Atlanta gelang Mladenow in der Qualifikation kein gültiger Sprung.
Iwajlo Mladenow ist 1,84 m groß und wog in seiner aktiven Zeit 68 kg. 